# Pritchardia perlmanii
Pritchardia perlmanii là loài thực vật có hoa thuộc họ Arecaceae. Loài này được Gemmill miêu tả khoa học đầu tiên năm 1998.